# Dasysternica crypsiphoena
Dasysternica crypsiphoena là một loài bướm đêm trong họ Geometridae.